# ماثيو ميندي
ماثيو ميندي (بالإنجليزية: Matthew Mendy)‏ (13 يونيو 1983 بسيريكوندا في غامبيا - ) هو لاعب كرة قدم غامبي في مركز الوسط. شارك مع منتخب غامبيا تحت 20 سنة لكرة القدم ومنتخب غامبيا لكرة القدم. أما مع النوادي، فقد لعب مع كوكولان بالوفيكوت ونادي بالزان ونادي جاز ونادي أوردينغن 05 و1. FC Kleve ‏ و1. FC Vöcklabruck ‏ وFeni SC ‏ وAlabama A&M Bulldogs and Lady Bulldogs ‏ وAnhui Jiufang F.C. ‏ وGeorge Mason Patriots men's soccer ‏ وShenyang Zhongze F.C. ‏ وGamtel FC ‏ وTrönö IK ‏.

## وصلات خارجية
- ماثيو ميندي على موقع الاتحاد الدولي (مؤرشف)  (الإنجليزية)
- ماثيو ميندي على موقع قاعدة بيانات كرة القدم.إي يو (الإنجليزية)
- ماثيو ميندي على موقع ناشيونال فوتبول تيمز (الإنجليزية)
- ماثيو ميندي على موقع Soccerway.com (الإنجليزية)
- ماثيو ميندي على موقع عالم كرة القدم.نت (الإنجليزية)